# Pterocarpus indicus
Pterocarpus indicus is een boom uit de vlinderbloemenfamilie. De soort komt  voor in Zuidoost-Azië, zoals Cambodja, Maleisië, Thailand, Vietnam, de Filipijnen en Indonesië, Zuid-Azië, Noord-Australië en het westelijke deel van de eilanden in het westen van de Grote Oceaan. Het is de nationale boom van de Filipijnen en wordt daar Narra genoemd.